# Complement
Complement foi a primeira sex shop do Brasil. Ela surgiu no fim dos anos 70, tendo sede em São Paulo. A empresa passou por um período de alta e  seu sucesso foi tão grande que desencadeou na criação do primeiro disque sexo brasileiro. Ela chegou a ter 22 unidades. A empresa passou por algumas crises financeiras, sendo a pior como consequência do Plano Collor. Em 1984, seu proprietário a vendeu para um de seus funcionários por R$ 10 mil, que a fechou em definitivo. A empresa foi substituida em 1992 pela Darme Sex Shop, a sex shop mais antiga ainda em funcionamento do Brasil.